# Stanisław Sztarejko
Stanisław Sztarejko (ur. 20 września 1895 w Oranach, zm. 13 października 1976 w Londynie) – pułkownik dyplomowany piechoty Wojska Polskiego, działacz niepodległościowy, kawaler Orderu Virtuti Militari.

## Życiorys
Urodził się 20 września 1895 w Oranach, w ówczesnym powiecie trockim guberni wileńskiej, w rodzinie Wincentego i Ewy z Bałukonisów. W czasie wojny z bolszewikami dowodził kompanią i I batalionem 82 pułku piechoty w Brześciu. 
3 maja 1922 został zweryfikowany w stopniu kapitana ze starszeństwem z 1 czerwca 1919 i 1106. lokatą w korpusie oficerów piechoty. 10 lipca tego roku został zatwierdzony na stanowisku pełniącego obowiązki dowódcy batalionu w 82 pp. W 1923 pełnił obowiązki dowódcy I batalionu. W sierpniu 1924 został przydzielony do Dowództwa Okręgu Korpusu Nr IX w Brześciu na stanowisko referenta w Oddziale Wyszkolenia Sztabu. Pełniąc służbę w DOK IX pozostawał oficerem nadetatowym 82 pułku piechoty. 1 grudnia 1924 został mianowany majorem ze starszeństwem z 15 sierpnia 1924 i 245. lokatą w korpusie oficerów piechoty. W maju 1925 nadal dowodził I batalionem 82 pp. W maju 1927 został przydzielony do 14 Dywizji Piechoty w Poznaniu na stanowisko oficera Przysposobienia Wojskowego. Obowiązki objął 21 czerwca 1927. 23 grudnia 1927 został przeniesiony do kadry oficerów piechoty z pozostawieniem na dotychczas zajmowanym stanowisku. 2 listopada 1928 rozpoczął studia na Kursie Normalnym Wyższej Szkoły Wojennej w Warszawie. Z dniem 1 listopada 1930, po ukończeniu kursu i otrzymaniu dyplomu naukowego oficera dyplomowanego, przydzielony został do Doświadczalnego Centrum Wyszkolenia w Rembertowie, które wkrótce przeformowane zostało w Centrum Wyszkolenia Piechoty, na stanowisko wykładowcy taktyki broni połączonych. 2 grudnia 1930 został mianowany podpułkownikiem ze starszeństwem z 1 stycznia 1931 i 39. lokatą w korpusie oficerów piechoty. W marcu 1932 wyznaczony został na stanowisko szefa sztabu Dowództwa Okręgu Korpusu Nr IX w Brześciu. Z dniem 8 maja 1934 został przeniesiony do 39 pułku piechoty w Jarosławiu na stanowisko zastępcy dowódcy pułku. W 1937 objął dowództwo 84 pułku piechoty w Pińsku, na czele którego walczył w kampanii wrześniowej 1939. Na stopień pułkownika został mianowany ze starszeństwem z dniem 19 marca 1939 i 14. lokatą w korpusie oficerów piechoty.
Dowodził podczas bitwy nad Bzurą oddziałem wydzielonym w Puszczy Kampinoskiej (16–19 września). Ranny podczas bombardowania Modlina w ostatnich dniach oblężenia. Po zakończeniu działań w niewoli niemieckiej w Oflagu IIC Woldenberg. Uczestnik konspiracji obozowej. W Oflagu IIC Woldenberg wyznaczony na dowódcę samoobrony w wypadku podjęcia przez Niemców akcji zmierzającej do likwidacji obozu. Podczas ewakuacji w styczniu 1945 stał na czele kolumny „Zachód”, złożonej z 879 jeńców, która przechodziła pod eskortą oddziałów Landswehry do Oflagu VIIA Murnau. 23 listopada 1945 objął dowództwo 4 Wołyńskiej Brygady Piechoty. Po zakończeniu służby pozostał na emigracji. Zmarł 13 października 1976 w Londynie.
Był żonaty z Celiną z Kierszniewskich (1900–1940), z którą miał córkę Danutę Marię (ur. 8 września 1923) i syna Andrzeja Jerzego Stanisława (ur. 5 listopada 1929). Bratem żony był Feliks Kierszniewski (ur. 1895), kapitan łączności Wojska Polskiego, który miał córkę Grażynę (1924–1940). 8 lipca 1940 Celina Sztarejko z córką Danutą i bratanicą Grażyną Kierszewską zostały zamordowane w niemieckim obozie Rotunda Zamojska. Andrzejem Sztarejko, po aresztowaniu matki i siostry, zaopiekowała się żona kapitana Zygmunta Kozika, który razem ze Stanisławem Sztareko przebywał w Oflagu IIC Woldenberg. W 1942 w Warszawie trafił pod opiekę chrzestnego p. Kruczyńskiego. Od września 1943 w konspiracji był łącznikiem w Oddziale VII Komendy Głównej Armii Krajowej. Walczył w powstaniu warszawskim.

## Ordery i odznaczenia
- Krzyż Złoty Orderu Wojennego Virtuti Militari 28 września 1939 „za wybitne zasługi dowódcze, męstwo i poświęcenie”[23]
- Krzyż Srebrny Orderu Wojskowego Virtuti Militari nr 350[2] – 26 marca 1921[24]
- Krzyż Niepodległości – 2 sierpnia 1931 „za pracę w dziele odzyskania niepodległości”[25]
- Krzyż Oficerski Orderu Odrodzenia Polski – pośmiertnie 11 listopada 1976[26]
- Krzyż Kawalerski Orderu Odrodzenia Polski – 11 listopada 1936 „za zasługi w służbie wojskowej”[27]
- Krzyż Walecznych trzykrotnie[28] (po raz 2 i 3 „za czyny orężne w bojach b. 5-ej Dywizji Wojsk Polskich na Syberii”[29])
- Złoty Krzyż Zasługi – 10 listopada 1928[30][31]
- Medal Pamiątkowy za Wojnę 1918–1921[32]
- Medal Dziesięciolecia Odzyskanej Niepodległości[32]
- Odznaka za Rany i Kontuzje z jedną gwiazdką[33]
- francuski Krzyż Wojenny z gwiazdą srebrną – 13 lipca 1922[34][32]
- Medal Zwycięstwa[35][32]
- francuski Medal Pamiątkowy Wielkiej Wojny – 28 czerwca 1930[36]